# Pince de burette
Pour les articles homonymes, voir Burette (homonymie).

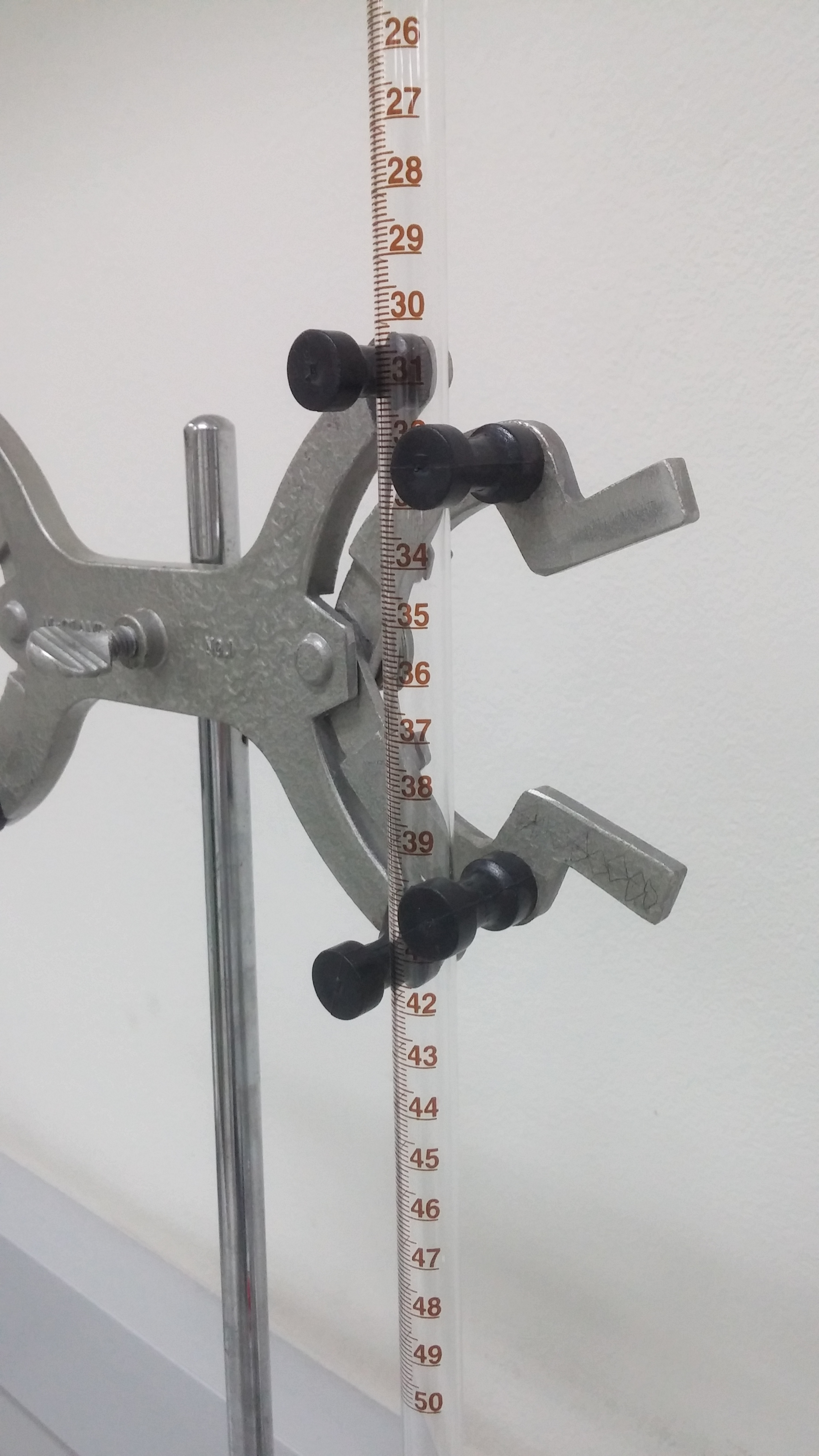
Une pince de burette vue de proche.

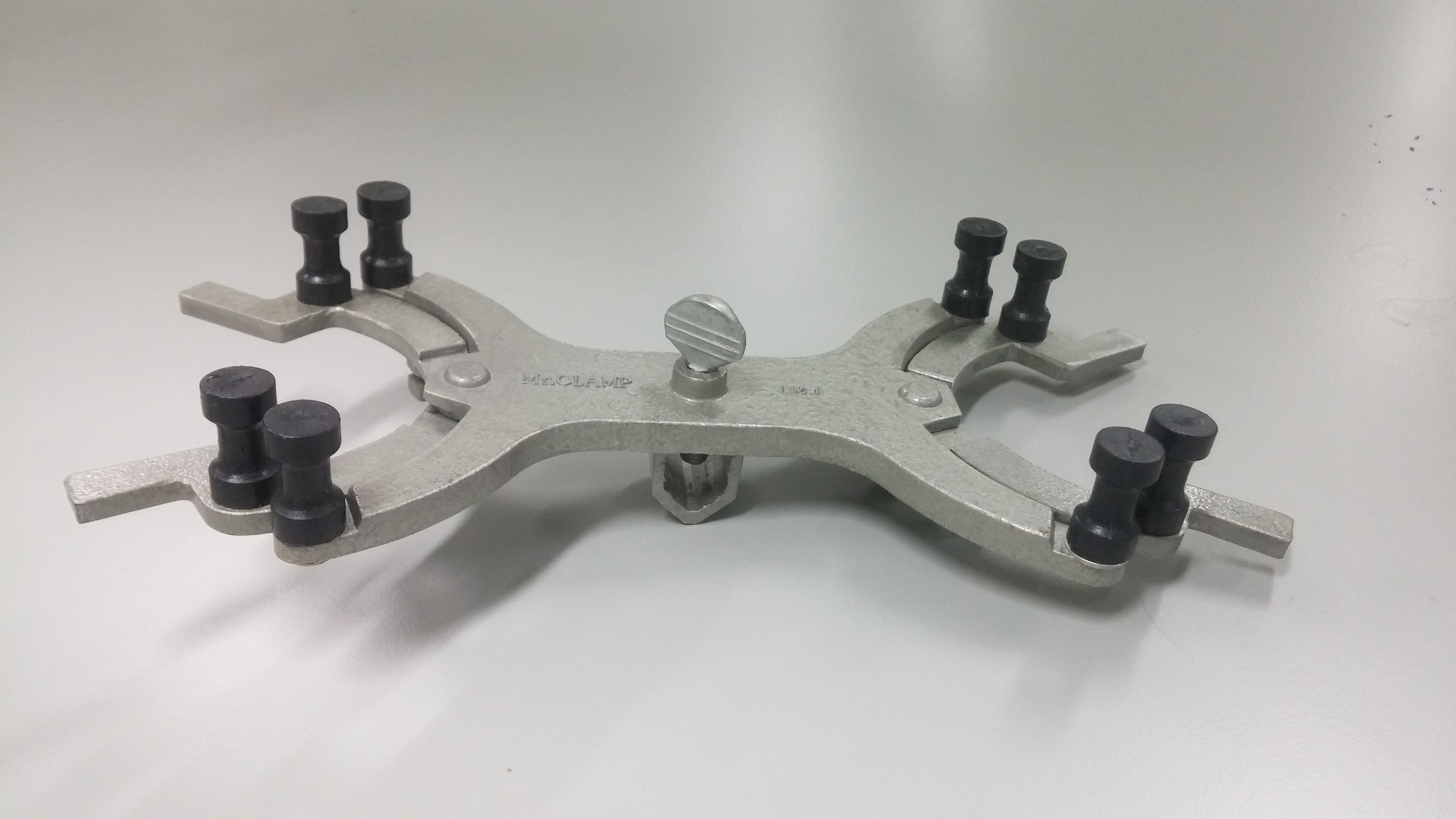
Pince de burette au sol.

Une pince de burette ou pince à burette est un type de pince utilisée en particulier pour tenir une burette sur un support de laboratoire, rendant l'installation plus solide.
Elle a la forme d'un papillon et est faite de métal et de plastique. La pince peut tenir deux burettes et n'obstrue pas les marques de graduation des burettes.